# Pantelis Karasevdas

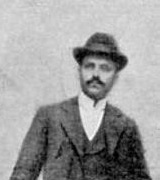
Pantelis Karasevdas (1897)

Pantelis Karasevdas (griechisch Παντελής Καρασεβδάς, * 1877 in Astakos, Westgriechenland; † 14. März 1946 in Agrinio) war ein griechischer Schießsportler.
Karasevdas, damals Student der Rechtswissenschaften, nahm an den I. Olympischen Spielen der Neuzeit 1896 in Athen im Schießsport teil. Im Wettbewerb mit dem Militärgewehr über 200 Meter wurde er Olympiasieger. Er war dabei der einzige Schütze, der mit allen 50 Schuss die Zielscheibe traf. Mit 2320 von 2400 möglichen Punkten lag er knapp 350 Punkte vor dem Zweitplatzierten, seinem Landsmann Pavlos Pavlidis, ebenfalls ein Jurist. Die hoch eingeschätzten griechischen Soldaten kamen nur auf hintere Plätze.
Karasevdas nahm auch am Schießen mit dem Militärgewehr über 300 Meter und am Wettbewerb mit dem Dienstrevolver teil, kam dort jedoch nicht ins Vorderfeld.
Karasevdas war von 1925 bis 1935 Präsident des Vereins Panellinios G.S. Er nahm als Soldat an mehreren Kriegen teil und erreichte den Dienstrang eines Obersts. Er war dreimal Abgeordneter im Parlament von Ätolien-Akarnanien für die Liberale Partei. Von 1924 bis 1935 war er Mitglied des NOK Griechenlands.